# Noordplein (Amsterdam)

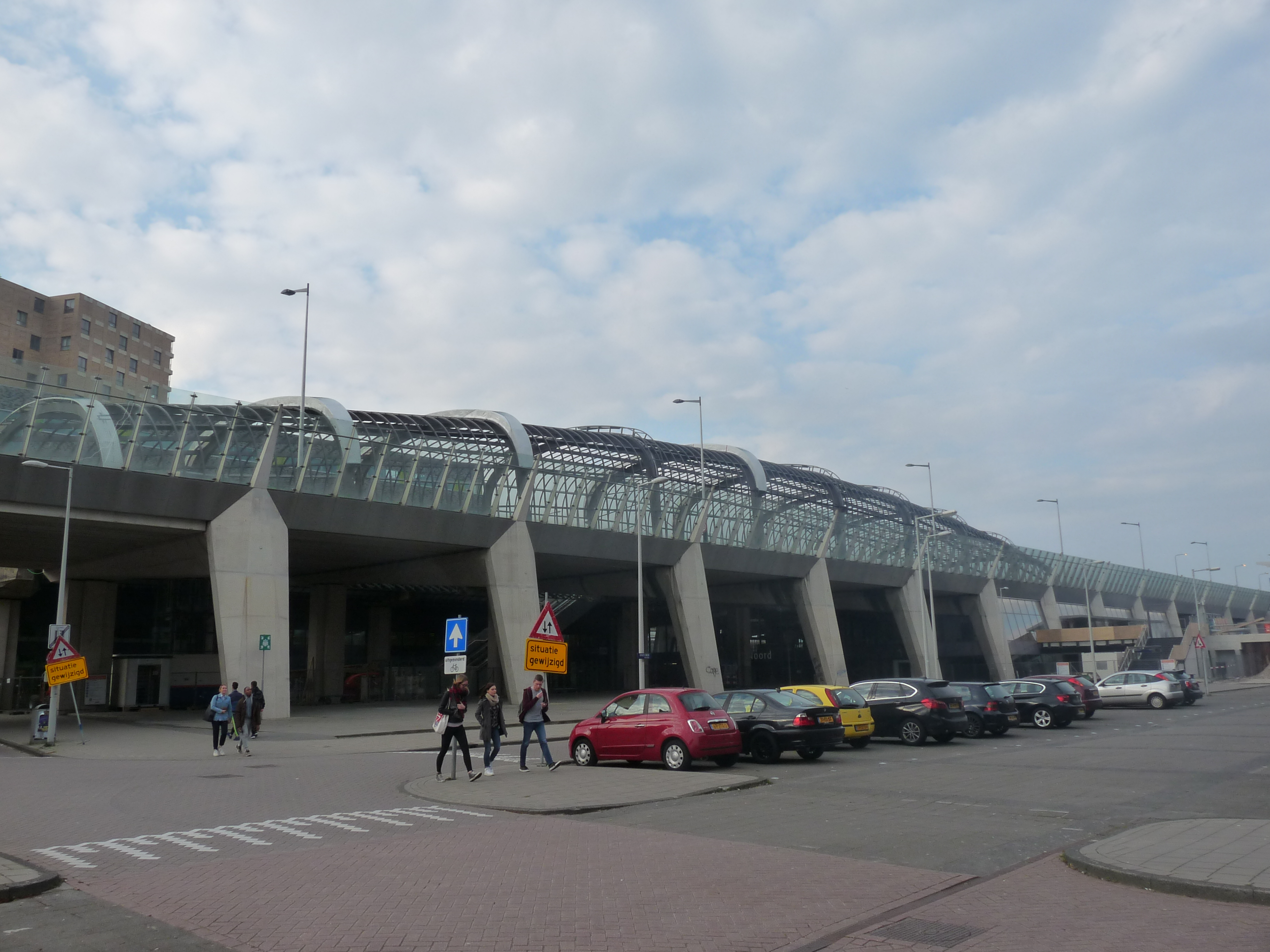
Het plein dienend als parkeerterrein voor het stadskantoor in 2017. Metrostation in aanbouw.

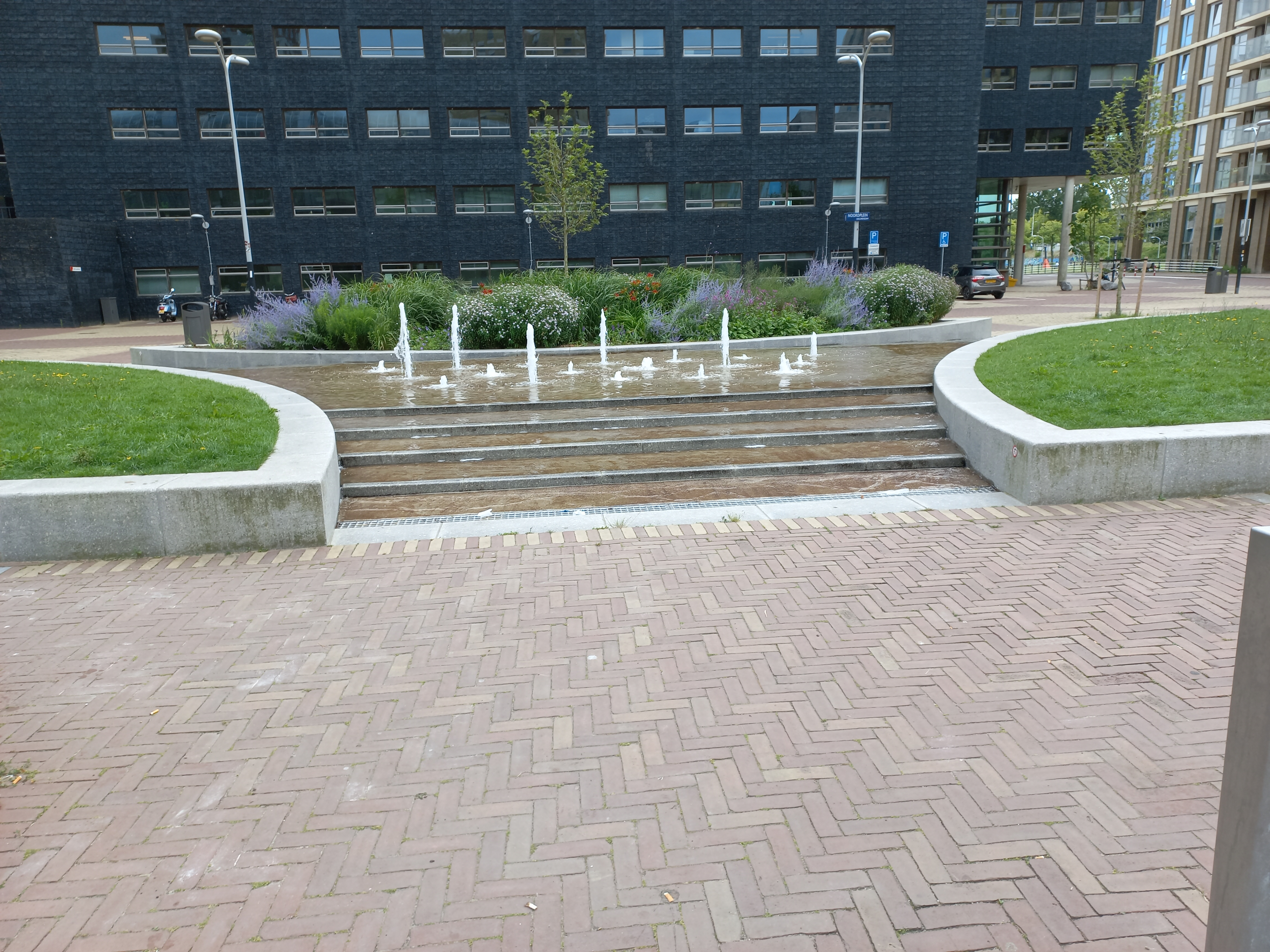
Fontein Noordplein (juni 2024)

Het Noordplein is een stadsplein in het centrumgebied van het Amsterdamse stadsdeel Noord. Het plein is ontstaan nadat nieuwe bebouwing gereed kwam als onderdeel van het stedenbouwkundig plan Centrum Amsterdam Noord. Voordat de bebouwing gereed kwam en een zelfstandig plein ontstond, werd dit gebied gezien als een verlengstuk van het Buikslotermeerplein. In de eerste conceptversies van de bouwplannen zou de metrohalte ook die naam krijgen, maar dit is gaandeweg gewijzigd in Metrostation Noord. 

## Ligging
Het plein wordt aan de oostkant gemarkeerd door het markante op zichzelf staande stadsdeelkantoor van stadsdeel Amsterdam-Noord. Het plein diende voor de herinrichting van het gebied alleen als parkeerplaats voor het stadskantoor. Aan de noordzijde staat het kantoor- en wooncomplex Pulse, langs weg Termini. Die straat verbindt samen de straat Gare du Nord de wijk Elzenhagen onder het metrostation door verbindt met het Buikslotermeerplein door middel van voetgangersbruggen Retirobrug en Atochabrug.
Aan de west- en noordoostkant grenst het Noordplein aan het viaduct met daarop de Nieuwe Leeuwarderweg en daar tussenin station Noord, een regionaal ov-knooppunt. Parallel naast het viaduct en grenzend aan het Noordplein ligt de weg Kings's Cross, met een taxistandplaats. King's Cross verbindt Gare du Nord en Termini aan elkaar. Ten westen van het viaduct staat aan de straat Gare du Nord het ROC van Amsterdam College Noord.
Aan de zuidzijde grenst het plein aan woongebouw Paddington.

## 2023
In 2023 werd het plein heringericht opgeleverd met bomen, een verhoogd grasveld, fontein en bloemenperken. Het plein kreeg toen ook definitief haar naam en verwijst naar de centrale ligging in het hoog stedelijk gebied Amsterdam-Noord en de geografische ligging in de stad als geheel. Het is de tegenhanger van het Zuidplein. Noord- en Zuidplein vormen de uiteinden van de Noord/Zuidlijn.  Op een plein met klinkers in schaak/dambordpatroon liggen verhoogd bloemperken en de fontein.